# Francis Agyepong
Francis Keita Agyepong (* 16. Juni 1965 in London) ist ein ehemaliger britischer Leichtathlet, der sich auf den Dreisprung spezialisiert hat. Seinen größten Erfolg feierte er mit dem Gewinn der Silbermedaille bei den Halleneuropameisterschaften 1996 in Stockholm. Seine jüngere Schwester Jacqui Agyepong sowie seine Ehefrau Mary Berkeley waren ebenfalls als Leichtathletinnen aktiv.

## Sportliche Laufbahn
Erste internationale Erfahrungen sammelte Francis Agyepong im Jahr 1992, als er bei den Halleneuropameisterschaften in Genua mit einer Weite von 16,36 m den achten Platz im Dreisprung belegte. Im Sommer nahm er an den Olympischen Sommerspielen in Barcelona teil und schied dort mit 16,55 m in der Qualifikationsrunde aus. Im Jahr darauf verpasste er bei den Weltmeisterschaften in Stuttgart mit 16,46 m den Finaleinzug und 1994 gelangte er bei den Halleneuropameisterschaften in Paris mit 16,27 m auf Rang 13. Im August brachte er bei den Europameisterschaften in Helsinki in der Vorrunde keinen gültigen Versuch zustande und anschließend belegte er bei den Commonwealth Games in Victoria mit 16,33 m den sechsten Platz. Im Jahr darauf belegte er bei den Hallenweltmeisterschaften in Barcelona mit 16,74 m den siebten Platz und im Sommer schied er bei den Weltmeisterschaften in Göteborg mit 16,58 m in der Qualifikationsrunde aus. 1996 gewann er bei den Halleneuropameisterschaften in Stockholm mit 16,93 m die Silbermedaille hinter dem Letten Māris Bružiks und im Juli verpasste er bei den Olympischen Sommerspielen in Atlanta mit 16,71 m den Finaleinzug. Zudem wurde er beim IAAF Grand Prix Final in Mailand mit 16,59 m Fünfter. Im Jahr darauf schied er bei den Weltmeisterschaften in Athen mit 16,83 m in der Vorrunde aus und 1998 belegte er bei den Halleneuropameisterschaften in Valencia mit 16,57 m den achten Platz. 2000 beendete er dann seine aktive sportliche Karriere im Alter von 35 Jahren.
1997 wurde Agyepong britischer Meister im Dreisprung.